# Snihurivka
Snihurivka (ukrainsk: Снігурі́вка, tr. Snihurívka, ukrainsk udtale: [sʲnʲiɦʊˈrʲiu̯kɐ]  ( hør); russisk: Снигирёвка, tr. Snigirjóvka) er en by i det sydlige Ukraine med 12.045 (2022) indbyggere.
Snihurivka ligger på højre bred af floden Inhulets, ca. 62 kilometer øst for byen Mykolajiv. Den er beliggende i Basjtanka rajon i den østlige del af Mykolajiv oblast. Indtil 2020 var den det administrative centrum for Snihurivka rajon. I 2021, før Ruslands invasion af Ukraine 2022, havde byen 12.307 indbyggere.
Snihruivka blev grundlagt i 1812  og fik status af by i 1961. Under Ruslands invasion af Ukraine 2022 var byen besat af de russiske væbnede styrker fra 19. marts 2022 til 10. november 2022.

## Historie
Det var en bebyggelse i Kherson Ujezd i Kherson guvernement (en) i Det Russiske Kejserrige.
Den har været en by siden 1961. I 1975 var der 17.000 indbyggere.
I 1989 var indbyggertallet 17.506..
I 2013 var indbyggertallet 13.131..

### Den russiske invasion af Ukraine 2022
Under  Ruslands invasion af Ukraine 2022 blev Snihurivka beskudt og derefter erobret af russiske styrker den 19. marts 2022.  Området blev befriet af ukrainske tropper sammen med Kherson by og Kherson oblast nord for floden Dnepr i starten af november 2022.